# Jackson (Kentucky)
Jackson es una ciudad ubicada en el condado de Breathitt en el estado estadounidense de Kentucky. En el Censo de 2010 tenía una población de 2231 habitantes y una densidad poblacional de 322,5 personas por km².

## Geografía
Jackson se encuentra ubicada en las coordenadas 37°33′55″N 83°22′29″O / 37.56528, -83.37472. Según la Oficina del Censo de los Estados Unidos, Jackson tiene una superficie total de 6.92 km², de la cual 6.5 km² corresponden a tierra firme y (6.1%) 0.42 km² es agua.

## Demografía
Según el censo de 2010, había 2231 personas residiendo en Jackson. La densidad de población era de 322,5 hab./km². De los 2231 habitantes, Jackson estaba compuesto por el 97.4% blancos, el 0.18% eran afroamericanos, el 0.49% eran amerindios, el 0.85% eran asiáticos, el 0% eran isleños del Pacífico, el 0.22% eran de otras razas y el 0.85% pertenecían a dos o más razas. Del total de la población el 1.34% eran hispanos o latinos de cualquier raza.